# Zdeněk ze Šternberka a Zábřehu
Zdeněk ze Šternberka a Zábřehu († 1378) byl šlechtic, který pocházel z moravské větve rodu Šternberků.

## Život
Jeho otcem byl otcem byl Jaroslav ze Šternberka a Hoštejna. Zdeněk se poprvé uvádí v listinách krátce po smrti svého otce v roce 1360 spolu se svým bratrem Smilem. Rodový majetek nejprve bratři drželi spolu, ale roku 1373 došlo k rozdělení majetku. Zdeněk dostal Zábřeh, jeho bratr Hoštejn. Téhož roku pojistil Zdeněk své ženě Kateřině z Meissau věno na Dubicku. V roce 1378 Zdeněk zemřel. Zanechal po sobě syna Štěpána, který zemřel mlád a bezdětný v roce 1392, takže zábřežské panství připadlo jako odúmrť moravskému markraběti Joštovi, který je v roce 1397 postoupil Petrovi z Kravař a Plumlova